# دانشکده معماری و شهرسازی دانشگاه علم و صنعت ایران
دانشکدهٔ معماری و شهرسازی دانشگاه علم و صنعت ایران در سال ۱۳۴۷ خ. (۱۹۶۸ م.) تأسیس شد. آمیختن جنبه‌های هنری و زیباشناسی با ضروریات علمی و مهندسی این امکان را برای این دانشکده فراهم می‌آورد تا در رشته‌های معماری، طراحی شهری، برنامه‌ریزی شهری و منطقه‌ای، طراحی صنعتی و علوم محیطی به فعالیت بپردازد.

## پیشینه
دانشکده معماری و شهرسازی دانشگاه علم و صنعت ایران از سال ۱۳۴۷ خ. فعالیت خود را با پذیرش دانشجوی کارشناسی در رشتهٔ معماری آغاز کرد. در سال ۱۳۷۲ خ. با افزودن رشتهٔ طراحی صنعتی فعالیت خود را در مقطع کارشناسی گسترش داد.

آموزش تحصیلات تکمیلی در این دانشکده از سال ۱۳۷۷ خ. با ارائهٔ رشتهٔ شهرسازی گرایش برنامه ریزی شهری و منطقه‌ای در مقطع کارشناسی ارشد آغاز شد و در سال‌های بعد با ارائهٔ دوره‌های آموزشی دیگر گسترش یافت.

۱۳۸۲- رشتهٔ معماری گرایش‌های پایداری، مسکن، فناوری،درمانی،آموزشی

۱۳۸۳- رشته‌ٔ شهرسازی و مرمت

۱۳۸۴- رشتهٔ مرمت و احیای بناها و بافت‌های تاریخی

۱۳۸۵- رشتهٔ معماری گرایش فرهنگی

۱۳۸۷- رشتهٔ شهرسازی گرایش طراحی شهری

۱۳۸۷- رشتهٔ طراحی صنعتی
۱۳۹۸- رشتهٔ معماری گرایش طراحی منظر

این دانشکده در سال۱۳۷۸ با پذیرش دانشجوی دکتری در رشته‌ٔ معماری گام بلندی در ارائهٔ مقطع تحصیلات تکمیلی برداشت.

## مقاطع آموزشی و گرایش‌ها
- کارشناسی
  - معماری
  - طراحی صنعتی
- کارشناسی ارشد
  - معماری گرایش پایداری
  - معماری گرایش مسکن
  - معماری گرایش فناوری
  - معماری گرایش فضاهای بهداشتی و درمانی
  - معماری فرهنگی
  - معماری گرایش طراحی منظر
  - مرمت و احیای بناها و بافت‌های تاریخی
  - طراحی شهری
  - برنامه‌ریزی شهری
  - طراحی صنعتی
- دکتری
  - معماری[۱]
  - شهرسازی
  - پستداک
  - معماری
  - شهرسازی

## کارگاه‌ها
- کارگاه تزئینات و معماری
- کارگاه چوب
- کارگاه فلز
- کارگاه سرامیک
- کارگاه فن ساختمان
- کارگاه حجم سازی[۳]